# 地獄の沙汰も金次第
地獄の沙汰も金次第（じごくのさたもかねしだい）は、江戸時代の日本からのことわざ。

## 概要
世の中においては問題が発生しようとも、金で解決をすることができるということを意味する。不可能であったり無理に思えるようなことでも、金さえあれば何とかなるということでもある。
人間というのは死亡したならば三途川を渡った先で閻魔の裁きを受けて極楽に行くか地獄に行くかが決まるのであるが、この裁きは閻魔に金を渡すことで有利に動くということであった。この裁きで死後にどうなるかが決まることから非常に重要なことと考えられていたのだが、この裁きですら金の力で有利にできることから、金の力でできないことは無いということであった。
これは18世紀後半に誕生したとされる『上方いろはかるた』に採用されていることわざでもある。当初はこのことわざは「ぢごく」と表記していたため、上方いろはかるたでは「し」ではなく「ち」に当てられている。

## 歴史
古くは「地獄の沙汰も銭がする」であったのが、江戸時代後期より「地獄の沙汰も金次第」になっている。このようなことわざが使われるようになっている背景には、日本の仏教においては信者への扱いというのは戒名などで寺に寄進する金額の多寡によって大きく変わるという現実があったからであった。または当時の日本においては牢獄などといった地獄と呼ばれていた領域においても金というのは大きな威力を発揮していた（例えば、囚人は牢内で牢名主にツルと呼ばれる金を出さないと、私刑により命を落とすこともしばしばであった。逆にツルが多ければ多いほど囚人の牢内での待遇は良くなったとされる）ため、このことを骨身にしみた上で認識して用いていたことわざでもあった。このことわざは賄賂という形にもなる金の威力を肯定する処世術として用いる一方で、社会の現実を批判する場合にも用いられていた。